# Nazwa stylizowana
Nazwa stylizowana, zapis stylizowany (ang. stylized name) – forma zapisu nazwy, która odbiega od standardowego zapisu ortograficznego lub konwencji. Nazwa, która została poddana procesowi stylizacji, aby nadać jej bardziej unikalny, artystyczny lub wyrazisty charakter. Zazwyczaj to nazwa, która ma przyciągnąć uwagę, podkreślić cechy produktu lub usługi, lub kojarzyć się z konkretnym stylem.
Stylizacja może obejmować zmianę pisowni (użycie wielkich liter, małych liter, specjalnych znaków), dodanie ozdobnych elementów, użycie nietypowych czcionek lub kolorów, a także wybór nazwy nawiązujący do konkretnego okresu, stylu artystycznego lub kultury.